# Zena Gunther de Tyras
Pour les articles homonymes, voir Gunther.
Zena Gunther de Tyras ou Zena Kanther est une mondaine et philanthrope chypriote.

## Biographie
Zena naît sous le nom de Theognosia à une date incertaine dans le village de Tala, près de Paphos, probablement en 1922 ou 1927. Elle-même se dit née « probablement vers 1930 ».
Elle a neuf frères et sœurs, dont six frères aînés, et son père est en prison à sa naissance. À son retour, il est violent et bat sa femme et ses enfants,. Sa mère, ses frères et sœurs, et elle-même déménagent à Limassol alors qu'elle est encore à l'école primaire. Pour aider sa mère, elle quitte l'école en sachant à peine lire et écrire et travaille dès son enfance comme femme de ménage ou nounou dans des maisons bourgeoises. À dix-huit ans, elle est fiancée à un jeune homme de son village ; or, il meurt juste après le mariage ou annule le mariage selon les sources, la laissant enceinte. Elle doit abandonner son fils, Socrate, ne pouvant payer ses frais, et commence alors à danser dans un cabaret, où elle prend le pseudonyme Zena,. Dans son autobiographie, elle affirme n'avoir que dansé et ne jamais s'être prostituée. Elle devient rapidement connue pour ses spectacles sensuels et sophistiqués.
Au cabaret, elle rencontre Christian Gunther, un millionnaire américain dont le nom est parfois écrit Kanther après romanisation du grec. Il souffre d'un accident et elle lui vient en aide, puis reste à son chevet pendant la convalescence ; en 1952, ils se marient. Les journaux de l'époque la comparent à une Cendrillon chypriote, venue de la misère et épouse d'un millionnaire américain ; elle-même affirme ne pas avoir su qu'il était riche jusqu'à trois mois après leur mariage. Ils ont deux enfants. Gunther passe plusieurs fois par des cures de désintoxication, souffrant d'alcoolisme,.
De 1955 à 1959, elle finance la rébellion chypriote contre la colonisation britannique ,, cachant Geórgios Grívas dans sa cave. Elle déménage à Nicosie, où elle vit jusqu'à sa mort. En 1960, elle fait construire une maison de campagne où elle passe ses étés, à Pródromos. Elle tente de la vendre à partir de 1970, et la maison est abandonnée.

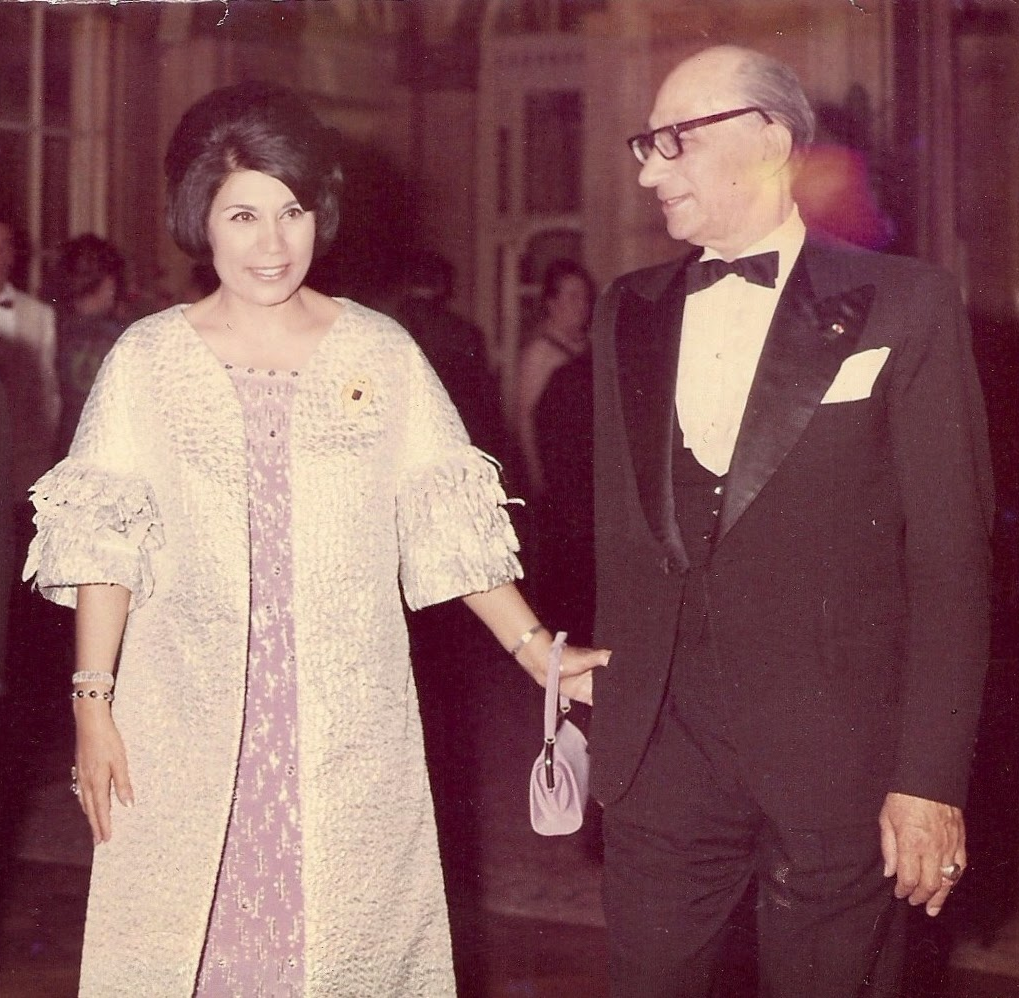
Zena Gunther avec Paul Crivez, à Rome.

En 1967, Paul Crivez (en), un imposteur qui se fait passer pour le dernier empereur byzantin légitime, affirme que Zena est sa fille spirituelle et l'adopte spirituellement. Cet acte, qui n'a aucune valeur juridique, lui donne le titre de princesse de Tyras, un titre tout aussi douteux mais rapidement popularisé. Elle fait don de millions de dollars américains à des organisations non lucratives, à des églises locales, à des collectivités locales et à des individus lui demandant de l'aide,. 
Dans les années 1970, il semblerait que Zena Gunther ait financé l'organisation EOKA B et le coup d'État de 1974 à Chypre. En 1978, elle est accusée d'avoir participé à un complot de l'ambassade allemande contre le président Spýros Kyprianoú ; elle est emprisonnée, puis relâchée huit jours plus tard après avoir mobilisé son réseau de connaissances.
En 2012, elle meurt à Nicosie, chez elle, après avoir souffert pendant dix ans de la maladie d'Alzheimer.

## Postérité
Elle donne son nom au centre commercial brutaliste complexe Zena à Nicosie, construit en 1966, qui est sur la rue Zena Kanther ; une rue porte aussi son nom à Limassol. Un parc à Nicosie, qu'elle a conçu et financé, porte aussi son nom.